# Голос країни (перший сезон)
Перший сезон шоу «Голос країни» виходив на каналі «1+1» щонеділі о 20:00 від 22 травня до 11 вересня 2011.
Тренерами першого сезону шоу стали Діана Арбеніна, Олександр Пономарьов, Руслана Лижичко та Стас П'єха.

## Учасники
Серед відомих співаків, які взяли участь у кастингах шоу, були Фома (лідер гурту «Мандри»), Антоніна Матвієнко (дочка Ніни Матвієнко), Ольга Орловська (солістка гурту «В. О. Д. А.», який став фіналістом другого сезону шоу «Україна має талант»), Міла Нітіч та джазова співачка Саша Бєліна. До зіркових команд потрапили лише Ольга Орловська, Міла Нітіч та Тоня Матвієнко (через «другий шанс» наданий Костянтином Меладзе у кінці сліпих прослуховувань).

### Команди
Після сліпих прослуховувань було сформовано наступні команди:
| Діана Арбеніна           | Діана Арбеніна | Діана Арбеніна | Руслана              | Руслана | Руслана       | Олександр Пономарьов   | Олександр Пономарьов | Олександр Пономарьов | Стас П'єха         | Стас П'єха | Стас П'єха       |
| Учасник                  | Вік            | Походження     | Учасник              | Вік     | Походження    | Учасник                | Вік                  | Походження           | Учасник            | Вік        | Походження       |
| ------------------------ | -------------- | -------------- | -------------------- | ------- | ------------- | ---------------------- | -------------------- | -------------------- | ------------------ | ---------- | ---------------- |
| Андрій Беседа            | 28             | Одеса          | Анна Аніцой          | 27      | Київ          | Аліна Башкіна          | 18                   | Донецьк              | Яна Брилицька      | 18         | Вишневе          |
| Ліка Бугайова            | 20             | Київ           | Тьома Верещака       | 28      | Харків        | Микола Бобрик          | 21                   | Рівне                | Анна Ваха          | 21         | Київ             |
| Євген Василенко          | 19             | Київ           | Тарас Добровольський | 26      | Сокиряни      | Катерина Грачова       | 19                   | Київ                 | Олена Карась       | 18         | Київ             |
| Іван Ганзера             | 23             | с. Калинове    | Дмитро Іващенко      | 28      | Дружківка     | Олена Діаманді         | 28                   | Донецьк              | Станіслав Конкін   | 34         | Одеса            |
| Наталія Гордієнко        | 26             | Київ           | Василь Логай         | 33      | Запоріжжя     | Тетяна Колеснікова     | 24                   | Київ                 | Ростислав Кушина   | 24         | Моршин           |
| Таша Круз                | 28             | Київ           | Антоніна Матвієнко   | 30      | Київ          | Дарія Мінєєва          | 26                   | Київ                 | Олексій Мартиненко | 26         | Чигирин          |
| Ольга Нека               | 32             | Київ           | Севіль Меметова      | 20      | Сімферополь   | Анна та Марія Опанасюк | 23                   | Київ                 | Діана Мірзоєва     | 22         | Київ             |
| Володимир Окілко         | 33             | Львів          | Олександр Оверченко  | 20      | Дніпро        | Наталія Оцабрик        | 18                   | Одеса                | Арсен Мірзоян      | 32         | Запоріжжя        |
| Ольга Орловська          | 24             | Луцьк          | Ештар Раді           | 19      | Київ          | Ірина Пойзен           | 23                   | Волочиськ            | Міла Нітіч         | 20         | Стара Синява     |
| Жанна Перегон            | 18             | Южне           | Вікторія Рихлюк      | 18      | Вінниця       | Маріса Пуршен          | 21                   | Київ                 | Оксана Романюк     | 26         | Івано-Франківськ |
| Андрій Сухарєв           | 26             | Кривий Ріг     | Уляна Рудакова       | 31      | Маріуполь     | Владислав Ситник       | 20                   | Луганськ             | Ірина Рошкулець    | 19         | Чернівці         |
| Шмагі Тагіашвілі         | 19             | Київ           | Євгенія Червоножко   | 23      | Київ          | Дмитро Теймуразов      | 27                   | Київ                 | Дарина Сінічкіна   | 27         | Сімферополь      |
| Катерина Черепанова-Яцюк | 20             | Харків         | Олександр Чехутський | 48      | Нова Каховка  | Ксенія Шарудська       | 19                   | Партеніт             | Роман Стоколос     | 21         | Київ             |
| Сергій Юрченко           | 30             | Луганськ       | Анастасія Шахназарян | 22      | Кропивницький | Сергій Юрченко         | 43                   | Київ                 | Ольга Шаніс        | 19         | Боярка           |

Середній вік учасників — 24,6 років.

## Прямі ефіри
| – | Фіналіст «врятований» глядацьким голосуванням                |
| – | Фіналісту даровано «імунітет» тренером                       |
| – | Фіналіст потрапив у номінацію і мав співати знову «на виліт» |
| – | Фіналіст отримав найменше голосів та вибув одразу            |
| – | Фіналіст не брав участь у ефірі (вибув)                      |

|                                | Тиждень 1       | Тиждень 2         | Тиждень 3         | Тиждень 4          | Тиждень 5          | Тиждень 6          | Тиждень 7          | Тиждень 8           | Тиждень 9          |
| Команда Олександра Пономарьова |                 |                   |                   |                    |                    |                    |                    |                     |                    |
| Владислав Ситник               | Врятовано       |                   |                   | Врятовано          | Врятовано          |                    | Врятовано          | Врятовано (120,8 %) | Третє місце        |
| Катя Грачова                   | Імунітет        |                   |                   | Спів «на виліт»    | Врятовано          |                    | Врятовано          | Вибула (79,2 %)     | Вибула             |
| Даша Мінєєва                   | Спів «на виліт» |                   |                   | Імунітет           | Спів «на виліт»    |                    | Вибула             | Вибула (тиждень 7)  | Вибула (тиждень 7) |
| Ірина Пойзен                   | Імунітет        |                   |                   | Врятовано          | Спів «на виліт»    | Вибула (тиждень 5) | Вибула (тиждень 5) | Вибула (тиждень 5)  | Вибула (тиждень 5) |
| Аліна Башкіна                  | Врятовано       |                   |                   | Спів «на виліт»    | Вибула (тиждень 4) | Вибула (тиждень 4) | Вибула (тиждень 4) | Вибула (тиждень 4)  | Вибула (тиждень 4) |
| Діма Теймуразов                | Спів «на виліт» | Вибув (тиждень 1) | Вибув (тиждень 1) | Вибув (тиждень 1)  | Вибув (тиждень 1)  | Вибув (тиждень 1)  | Вибув (тиждень 1)  | Вибув (тиждень 1)   | Вибув (тиждень 1)  |
| Команда Діани Арбеніної        |                 |                   |                   |                    |                    |                    |                    |                     |                    |
| Іван Ганзера                   | Врятовано       |                   | Врятовано         |                    | Врятовано          |                    | Врятовано          | Врятовано (161,8 %) | Переможець         |
| Наталія Гордієнко              | Врятовано       |                   | Імунітет          |                    | Спів «на виліт»    |                    | Врятовано          | Вибула (38,2 %)     | Вибула             |
| Сергій Юрченко                 | Імунітет        |                   | Врятовано         |                    | Врятовано          |                    | Вибув              | Вибув (тиждень 7)   | Вибув (тиждень 7)  |
| Ліка Бугайова                  | Імунітет        |                   | Спів «на виліт»   |                    | Спів «на виліт»    | Вибула (тиждень 5) | Вибула (тиждень 5) | Вибула (тиждень 5)  | Вибула (тиждень 5) |
| Таша Круз                      | Спів «на виліт» |                   | Спів «на виліт»   | Вибула (тиждень 3) | Вибула (тиждень 3) | Вибула (тиждень 3) | Вибула (тиждень 3) | Вибула (тиждень 3)  | Вибула (тиждень 3) |
| Володимир Окілко               | Спів «на виліт» | Вибув (тиждень 1) | Вибув (тиждень 1) | Вибув (тиждень 1)  | Вибув (тиждень 1)  | Вибув (тиждень 1)  | Вибув (тиждень 1)  | Вибув (тиждень 1)   | Вибув (тиждень 1)  |
| Команда Стаса П'єхи            |                 |                   |                   |                    |                    |                    |                    |                     |                    |
| Арсен Мірзоян                  |                 | Врятовано         |                   | Врятовано          |                    | Врятовано          | Врятовано          | Врятовано (102,0 %) | Четверте місце     |
| Міла Нітіч                     |                 | Врятовано         |                   | Врятовано          |                    | Врятовано          | Врятовано          | Вибула (98,0 %)     | Вибула             |
| Стас Конкін                    |                 | Спів «на виліт»   |                   | Імунітет           |                    | Спів «на виліт»    | Вибув              | Вибув (тиждень 7)   | Вибув (тиждень 7)  |
| Ольга Шаніс                    |                 | Імунітет          |                   | Спів «на виліт»    |                    | Спів «на виліт»    | Вибула (тиждень 6) | Вибула (тиждень 6)  | Вибула (тиждень 6) |
| Олексій Мартиненко             |                 | Імунітет          |                   | Спів «на виліт»    | Вибув (тиждень 4)  | Вибув (тиждень 4)  | Вибув (тиждень 4)  | Вибув (тиждень 4)   | Вибув (тиждень 4)  |
| Роман Стоколос                 |                 | Спів «на виліт»   | Вибув (тиждень 2) | Вибув (тиждень 2)  | Вибув (тиждень 2)  | Вибув (тиждень 2)  | Вибув (тиждень 2)  | Вибув (тиждень 2)   | Вибув (тиждень 2)  |
| Команда Руслани Лижичко        |                 |                   |                   |                    |                    |                    |                    |                     |                    |
| Тоня Матвієнко                 |                 | Врятовано         | Врятовано         |                    |                    | Врятовано          | Врятовано          | Врятовано (117,9 %) | Друге місце        |
| Василь Логай                   |                 | Імунітет          | Спів «на виліт»   |                    |                    | Врятовано          | Врятовано          | Вибув (82,1 %)      | Вибув              |
| Євгенія Червоножко             |                 | Імунітет          | Імунітет          |                    |                    | Спів «на виліт»    | Вибула             | Вибула (тиждень 7)  | Вибула (тиждень 7) |
| Ештар Раді                     |                 | Спів «на виліт»   | Врятовано         |                    |                    | Спів «на виліт»    | Вибула (тиждень 6) | Вибула (тиждень 6)  | Вибула (тиждень 6) |
| Артем Верещака                 |                 | Врятовано         | Спів «на виліт»   | Вибув (тиждень 3)  | Вибув (тиждень 3)  | Вибув (тиждень 3)  | Вибув (тиждень 3)  | Вибув (тиждень 3)   | Вибув (тиждень 3)  |
| Дмитро Іващенко                |                 | Спів «на виліт»   | Вибув (тиждень 2) | Вибув (тиждень 2)  | Вибув (тиждень 2)  | Вибув (тиждень 2)  | Вибув (тиждень 2)  | Вибув (тиждень 2)   | Вибув (тиждень 2)  |

### Півфінал
| Учасник               | Команада             | Тренерська оцінка, % | Глядацька оцінка, % | Загалом |
| --------------------- | -------------------- | -------------------- | ------------------- | ------- |
| Іван Ганзера          | Діана Арбеніна       | 100                  | 61,84               | 161,84  |
| Влад Ситник           | Олександр Пономарьов | 70                   | 50,78               | 120,78  |
| Антоніна Матвієнко    | Руслана              | 50                   | 67,93               | 117,93  |
| Арсен Мірзоян-Бабурка | Стас П'єха           | 50                   | 51,97               | 101,97  |
| Міла Нітіч            | Стас П'єха           | 50                   | 48,03               | 98,03   |
| Василь Логай          | Руслана              | 50                   | 32,07               | 82,07   |
| Катя Грачова          | Олександр Пономарьов | 30                   | 49,22               | 79,22   |
| Наталія Гордієнко     | Діана Арбеніна       | 0                    | 38,16               | 38,16   |

### Фінал
| Учасник               | Команда              | Перше голосування, % | Друге голосування, % |
| --------------------- | -------------------- | -------------------- | -------------------- |
| Іван Ганзера          | Діана Арбеніна       | 31,67                | 56                   |
| Антоніна Матвієнко    | Руслана              | 25,94                | 44                   |
| Влад Ситник           | Олександр Пономарьов | 23,76                | —                    |
| Арсен Мірзоян-Бабурка | Стас П'єха           | 18,62                | —                    |

## Рейтинги
Частка аудиторії телеглядачів першого епізоду становила 26,7 % (18—54, вся Україна).
Після незначного спаду на другому епізоді, частка аудиторії четвертого епізоду (останніх «сліпих прослуховувань») становила вже 27,3 % (18—54, уся країна).